# ویلبلوین
ویلبلوین (به فرانسوی: Villeblevin) یک کمون (فرانسه) در فرانسه است که در یون (فرانسه) واقع شده‌است. ویلبلوین ۷٫۳۶ کیلومتر مربع مساحت دارد.